# 文壇バー
文壇バー（ぶんだんバー）は、日本において文壇の関係者が常連として集まるバー (酒場)の通称。「バー」という呼び名がなされているが、実態としては客層が文壇に限らない高級クラブを含む。これらの店舗は東京の銀座や神田神保町周辺に多く存在した。

## 特徴
文壇バーと称される酒場には、実態として、一般的な「バー」というよりも「高級クラブ」の形態に属すものが少なからず含まれている。またそれらの著名な文壇バーの多くが、「マダムが自身の才気と魅力をもって経営する」という個人経営形態をとっている。

## 変遷

### 1950年代前半まで
昭和初期（1920 - 1930年代）において、高級クラブの主力客は経済界の大物や政治家、高級官僚たちであり、「文壇バー」という呼称は一般的ではなかった。だがジャーナリズムの拡大により作家たちの社会的地位と収入が上昇し、高級クラブに通いはじめる者が次第に増加しはじめた。

### 1950年代後半
「エスポヮール」、「おそめ」が銀座の高級クラブの双璧として覇を競い、時代を代表する超一流の政治家・実業家たちを顧客化した。
“ある一人の客”（白州次郎との説が有力）をめぐる両店マダム同士の意地の張り合いをモデルにした川口松太郎の小説『夜の蝶』が映画化され、流行語にもなった。文化人たちの一部も両店に通いはじめており、店側でもそのことを自店のステイタス向上に利用した側面もあった。「文壇バー」という呼称への認知は広がったが、一部の大作家や売れっ子作家以外の文壇関係者にとって、両店の敷居はまだ非常に高いものであった。

### 1960年代 - 1980年代前半
政治・経済界だけでなく、文壇にも世代交代が進み始め、超大物顧客のみを客層とする経営戦略をとっていた『エスポワール』や『おそめ』の勢いに陰りが出始める一方、若い世代を顧客として取り込んだ新しい高級クラブが文壇バーの主力となっていった。また会社組織で経営する『ラ・モール』のような文壇バーも登場した。
一方、銀座などの高級クラブとは異なる大衆的な飲食店が蝟集する新宿ゴールデン街は、常連客だった中上健次と佐木隆三が1976年にそれぞれ芥川龍之介賞と直木三十五賞を受賞したことで全国的に知名度を上げ、「文化人の集まる飲み屋街」として知られるようになった。

### 1980年代後半 - 1991年頃
いわゆるバブル景気の時期。銀座をはじめとする高級クラブがかつてない隆盛を誇るが、法人客やバブル長者等の需要を取り込んだ結果であり、高級クラブ業界における文壇バーの存在感は相対的に低下した。

### バブル崩壊以降
バブル時代に高級クラブを支えた企業による接待利用は激減。ITバブル以降に見られる産業構造の変動もあり、銀座をはじめとする全国の高級クラブのビジネス規模は縮小し、多くの文壇バーが閉店した。一方で数軒の名門店他は歴史を守り続け、文化人をはじめとする様々な業界の客層を維持している。2018年には、NHK総合テレビ『プロフェッショナル 仕事の流儀』で、銀座で50年の歴史をもつ名門店のマダムを、“銀座の伝説”として紹介した。
一方、新宿ゴールデン街では、現役ジャーナリストの経営者が「日本一敷居の低い文壇バー」「プチ文壇バー」を称して、文学やライターの志望者をターゲットにした「月に吠える」を2012年にオープンさせている。

## 文壇人にとっての文壇バー

### 隆盛期
黄金期である1960年代から1980年代にかけては、「文壇バー」は、文壇人たちにとっての情報交換、意見交換、ビジネス獲得の場所として機能していた。また作家たちの連帯意識を高めるソサエティとしての役割を果たしていた。
（作家による記述例）

### 2010年代
ネットをはじめとする情報技術の発達により、フェイス・トゥー・フェイスで情報収集を行うための場所としての役割は相対的に低下した。その一方で、昭和出版業界黄金期を醸成した舞台としての文化遺産的価値や、歴代文化人の精神を理解・継承し得る場所としての価値（＝『聖地』としての価値）が言及されるようになってきている。
（作家による記述例）

## 著名な文壇バー（抜粋）
- ルパン（1928年 - ）初代マダム・高﨑雪子（1995年没） 店内の太宰治を捉えた林忠彦の写真で知られる[6]。
- エスポヮール（1948年 - 1989年）初代マダム･川辺るみ子（1989年没）
- らどんな（1949年 - 2007年）初代マダム・瀬尾春（1991年没）
- おそめ（1955年 - 1978年）初代マダム・上羽秀（2012年没）
- 葡萄屋（1957年 - 2000年）初代マダム・井上みち子
- 眉（1959年 - 1985年）初代マダム・長塚マサ子（2003年没）
- 姫（1959年 - 2013年）初代マダム・山口洋子（2014年没）
- ラ・モール（1960年 - 1980年代前半）　初代マダム・花田美奈子（2013年没）
- 風紋（1961年 - 2018年）初代マダム・林聖子（2022年没。太宰治「メリイクリスマス」のヒロインのモデル）
- 魔里（1963年 - ）初代マダム・大久保マリ子（現役）
- 数寄屋橋（1968年 - ）初代マダム・園田静香（現役）